# Robin Maxkii
Robin Maxkii (8 de noviembre de 1990) es una nativa americana activista de la tecnología y escritora. Maxkii es conocida principalmente por su trabajo en la generalización de la participación de los nativos americanos en la educación y la tecnología.  Coprotagonizó la serie PBS de Microsoft financiada por Microsoft "Code Trip"  mostrando la diversidad dentro de la industria de la tecnología. En 2016 Maxkii organizó y dirigió el primer hacktón colegial nacional indio americano, enfocado en tratar la brecha digital y el acceso a la tecnología en las comunidades rurales y marginadas.

## Vida personal
Robin Maxkii es de ascendencia española y mohicana, Stockbridge-Munsee. Maxkii aprendió a codificar usando las computadoras de la biblioteca pública desde la edad de once años y comenzó a ejecutar varios sitios web utilizando servicios de alojamiento web gratuito. En el 2014 Maxkii se graduó del histórico Colegio Diné, la primera universidad controlada tribalmente en América, y más tarde del Colegio Salish Kootenai ubicado en la Reserva Indígena Flathead.

## Carrera
En 2014, su red de blogs "Blood Quantum Reform" (Reforma de Cociente Sanguíneo) fue seleccionada para unirse a la Asociación Mundial de las Naciones Unidas para la Juventud. Maxkii usó su blog para aumentar la conciencia sobre asuntos dentro del país indio principalmente relacionados con el cociente de la sangre, el acceso a la educación y la soberanía tribal.
En el 2015, fue invitada a presentar a la Segunda Dama de los Estados Unidos, la Dra. Jill Biden en una conferencia nacional. La Dra. Biden elogió los escritos de Maxkii, animando a la gente a leer su trabajo.
Maxkii había participado en una serie de hackatones antes de ser emitida en la serie documental financiada por Microsoft Code_Trip,  que se estrenó nacionalmente en el 2016. Ella, junto con otras dos personas, condujo un RV verde a través del país entrevistando a la gente de la industria de la tecnología.  Maxkii utilizó esta plataforma para ganar apoyo para los eventos centrados sobre los indios americanos en la tecnología.
En noviembre del 2016, Maxkii dirigió con éxito el primer hackatón nacional indio americano de la universidad centrado en tratar la brecha digital y el acceso a Internet por las comunidades rurales y marginadas.

## Trabajos Literarios
Colaboradora del Diario de la Universidad Tribal y de varias publicaciones en línea.

## Premios
Su trabajo también ha ganado varios premios incluyendo invitaciones a eventos en la Casa Blanca bajo la Administración Obama. En 2016 fue nominada para asistir a la Cumbre de Mujeres de los Estados Unidos invitada por la Casa Blanca como emprendedora.